# 루시아 히메네스
루시아 히메네스(Lucía Jiménez, 1978년 11월 21일 ~ )는 스페인의 배우이다.

## 출연 작품
- 카시 40 (2018)
- 벤허 (2010)
- 에스메랄다의 상자 (2008)
- 프로젝트 더블 (2008)
- 자살자 클럽 (2007)
- 러브 에스프레소 (2007)
- 코박 박스 (2006)
- 보르히아:역사상 가장 타락한 교황 (2006)
- 투 사이즈 오브 더 베드 (2005)
- 바람난 여자 (2004)
- 아트 오브 다잉 (2000)
- 더 굿 라이프 (1996)